# 小笠原長会
小笠原 長会（おがさわら ながお）は、江戸時代後期の大名。肥前国唐津藩3代藩主。官位は従五位下・能登守。忠知系小笠原家11代。

## 生涯
5000石を領した大身旗本の豊前国時枝領主・小笠原長保（小笠原長世の養子）の次男。
唐津藩主・小笠原長泰に嗣子がなかったため養嗣子となり、天保4年（1833年）9月20日の養父の隠居により家督を継いだ。同年12月16日、従五位下能登守に叙任する。しかし、藩主になった年に天保の大飢饉で凶作が起こるなどして苦難が続いた。
天保7年（1836年）2月26日、27歳で死去し、跡を養嗣子・長和（柳沢保泰の子）が継いだ。

## 系譜
父母
- 小笠原長保（実父）
- 小笠原長堯の娘（実母）
- 小笠原長泰（養父）

養子
- 小笠原長和 ー 柳沢保泰の九男